# Polabiny
Polabiny jsou část statutárního města Pardubice v obvodě Pardubice II. Nachází se na severozápadě Pardubic. V roce 2009 zde bylo evidováno 479 adres. V roce 2001 zde trvale žilo 18 132 obyvatel.
Polabiny leží v katastrálním území Pardubice o výměře 19,37 km2.
Část obce Polabiny tvoří sídliště Polabiny I, Polabiny II, Polabiny III, Polabiny IV, Polabiny V a obytný soubor Stavařov. U východního okraje části Polabin pak sídlí Univerzita Pardubice a většina jejího zázemí, např. menza, univerzitní knihovna, vysokoškolské koleje, atp. Na severovýchodním okraji Polabin je pak ještě průmyslová zóna známá jako Fáblovka.

## Urbanistická koncepce sídlišť Polabiny
Sídliště Polabiny leží na břehu Labe v místě, které se kvůli značné vlhkosti nedalo dlouho osídlit (mnoho močálů, slepých ramen, tůní). Výstavba v této lokalitě se sice plánovala již před druhou světovou válkou, ale odkládala se do doby, než bylo upraveno (zregulováno) koryto řeky, aby se zamezilo každoročnímu vylévání řeky z koryta. Sídliště Polabiny byla nakonec vyprojektována architekty Janem Krásným a Milošem Návesníkem v letech 1951–1953 v duchu socialistického realismu a stavba začala v roce 1960.
Architekti rozdělili celé území na několik sídlištních okrsků, které měly celkem poskytnout bydlení pro asi 25 000 obyvatel, mj. pro pracovníky v rozvíjejícím se chemickém průmyslu. Začalo se se stavbou okrsku 1 a postupně se otevíraly i práce na dalších částech; každá z částí se stavěla asi 5 let, ale práce na okrscích se překrývaly. Dosud těmito okrsky jsou:
- Polabiny 1 (ulice Bělehradská, Družstevní, Hradecká, Chemiků, Kosmonautů, Mladých, Ohrazenická, Poděbradská, Rosická a Stavbařů),
- Polabiny 2 (ulice Bělehradská, Jiřího Potůčka, Jiřího Tomana, Karla Šípka, Kosmonautů, Nová, Okrajová, Prodloužená, Sluneční a Varšavská),
- Polabiny 3 (ulice Bělehradská, Družby, Gagarinova, kpt. Bartoše, Ležáků, Lidická, Npor. Eliáše, Odborářů, Partyzánů, Valčíkova),
- Polabiny 4 (ulice Bělehradská, Brožíkova, Grusova, kpt. Bartoše, Křičkova, Mozartova, Sedláčkova a ulice nové zástavby Labský Palouk),
- Polabiny 5 (ulice Bělehradská, Hradecká, Lonkova a ulice nové zástavby Na Labišti) - byly vystavěny až později, podle návrhu Soběslava Macase v 80. letech 20. století a zahrnují také růžovou budovu základní umělecké školy a ubytovnu (dnes hotel)[7]. V r. 1998 byla doplněna modlitebna církve bratrské.[7]

Okrsky do sebe volně přechází a jsou odděleny nanejvýše hlavními ulicemi. Platí však, že pro Polabiny 1 a 2 jsou typické menší panelové domy, zatímco v okrscích 3 a 4 jsou domy mohutnější. Polabiny 5, které jsou nejmladší, neodpovídají původní urbanistické koncepci (v místě se počítalo mj. s parkem a sportovištěm). V plánu původních stavitelů bylo na křižovatce ulic Bělehradská a Kosmonautů postavit i centrum celého sídliště, polikliniku a sportoviště, kromě polikliniky však k realizaci tohoto záměru nedošlo.

## Stavby

### Panelové domy
Nejstarší panelové domy v Polabinách jsou typu T02B a T03B a jeden experimentální kus T07B. V prvním okrsku byla využita soustava HK60, v druhém okrsku HK60 a HK65. Třetí okrsek je sestaven z HK65 a HK69, čtvrtý okrsek pouze z HK69. Pátý okrsek je pouze z T06B-E/88. V předpokládaném centru sídliště dále stojí atypický 22-patrový výškový dům, na jehož střeše měla být původně otevřena vyhlídková restaurace.

### Občanská vybavenost
Na každém ze sídlištních okrsků (mimo okrsek Polabiny V) byla v době výstavby vystavěna mateřská škola, základní škola i dětské jesle. Základní škola Polabiny IV byla roku 2000 přeměněna na gymnázium. Na sídlišti Polabiny V je sídlo pardubické Základní umělecké školy, která má své pobočky po celém městě. Stejně tak byla na každém okrsku vystavěna obchodní centra, skládající se ve své době většinou z prodejny potravin Pramen, restaurace a dalších menších prodejen.
Příklady některých služeb na sídlištích Polabiny v současnosti:
- Poliklinika „HELP“ (Pardubice VII, Trnová) - v těsné blízkosti sídlišť Polabiny I a Polabiny II
- pobočka České pošty, s.p., pošta Pardubice 9 - sídliště Polabiny II
- služebna Policie České republiky - sídliště Polabiny II
- lékárna - sídliště Polabiny III
- penzion pro seniory - sídliště Polabiny IV.
- Kostel Církve bratrské - sídliště Polabiny V
- Obchod Pramen - sídliště Polabiny I
- restaurace Rosignano - sídliště Polabiny I
- restaurace Polabí - sídliště Polabiny II
- restaurace Pernštejnka - sídliště Polabiny III
- Hotel Harmony Club (dříve Hotel Shyntesia) - sídliště Polabiny V
- separační sběrný dvůr - sídliště Polabiny V
- Úřad městského obvodu Pardubice II - sídliště Polabiny 1, adresa: Pardubice II, Polabiny, Chemiků č.p. 129, PSČ 530 09 Pardubice 9.

## Dopravní obslužnost MHD
Do pardubické části Polabiny je zaveden provoz městské hromadné dopravy (Dopravní podnik města Pardubic).
V části Polabiny se nachází zastávky trolejbusů a autobusů: Polabiny, Lidická; Polabiny, Kpt. Bartoše; Kréta; Polabiny, Okrajová; Polabiny, Bělehradská; Polabiny, Kosmonautů; Polabiny, točna; Polabiny, hotel; Terminál Univerzita; Stavařov; Univerzita; Fáblovka; Fáblovka, točna; a Staré Hradiště, Na Hledíku.
Čísla trolejbusů 2, 3, 4, 7, 11, 13, 30 a 33. Čísla autobusů 6, 14, 16, 17, 18, 23 a noční linka 99.
Na zastávce Terminál Univerzita je také zastávka dálkových autobusů.

## Kulturní dění
Mimo menší kulturní akce se každoročně, v zářijovém termínu, koná Staročeská polabinská pouť. Dějištěm konání je park Jiřího Srbka na sídlišti Polabiny 4. Park je pojmenován po dlouholetém starostovi Polabin Jiřím Srbkovi, který má v parku symbolický památník.
Za zmínku určitě stojí i pravidelné promenádní koncerty na náměstí v Polabinách 3 a Na Pergole, kde se během letních a podzimních nedělí konají dechovkové, folkové a rockové představení.
Hudební produkci v Polabinách zastupuje i Doli klub v Polabinách 1. Klub se orientuje především na bluesovou a folkovou hudbu.
Na podobný styl muziky je možné nepravidelně zajít i do hospody U starýho slona, kde není výjimkou ani rocková kapela. Restaurace se nachází na Bělehradské ulici.
Dalším zástupcem podniku s nepravidelnými hudebními večery je hospoda Polabinská tankovna, v Polabinách 4, s víkendovými diskotékami ve stylu 80. a 90. let.
Možnost kulturního vyžití je i v Arše, modlitebně Církve bratrské, kde se pořádá mnoho zajímavých akcí různého druhu. Na programu jsou například cestopisné přednášky, klub maminek, nebo protahovací cvičení určené seniorům i pro rodiče s dětmi.
Dům dětí a mládeže Alfa Pardubice, jako středisko volnočasových aktivit nabízí kroužky, kurzy či akce pro všechny věkové kategorie.